# Fernando Blanco y Lorenzo
Fernando Blanco y Lorenzo (Pola de Lena, 10 de mayo de 1812-Valladolid, 6 de junio de 1881) fue un clérigo español, obispo de Ávila y arzobispo de Valladolid.

## Biografía
Miembro de la Orden de los Dominicos, recibió la ordenación sacerdotal en diciembre de 1834.
El 7 de octubre de 1857 fue elegido obispo de Ávila. Fue consagrado obispo el 11 de abril de 1858 en la catedral de Santiago de Compostela por el arzobispo de Santiago, Miguel García Cuesta, con el obispo de Orense, José Ávila Lamas, y el obispo de Lugo, José de los Ríos y Lamadrid. Fernando Blanco y Lorenzo participó en el Concilio Vaticano I. Se le consideraba un gran predicador. Fue elevado a arzobispo de Valladolid el 23 de julio de 1875, sede que ocupó hasta su fallecimiento en 1881. Fue enterrado en la catedral de Valladolid. 